# 皮特峰
62°12′43″N 7°41′44″E / 62.2119°N 7.6956°E

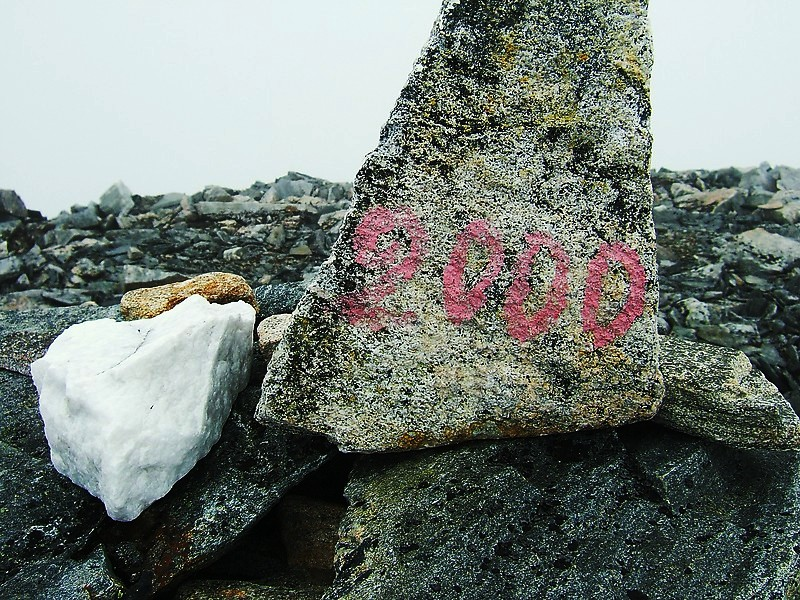

皮特峰是挪威的山峰，位於該國西南部默勒-魯姆斯達爾郡，距離首都奧斯陸300公里，海拔高度1,999米，鄰近地區屬丘陵地勢，受凍原氣候影響。